# Cleveland Browns 2020
La stagione 2020 dei Cleveland Browns è stata la 72ª della franchigia, la 68ª nella National Football League e la prima con Kevin Stefanski come capo-allenatore. La squadra migliorò il record di 6-10 della stagione precedente tornando ai playoff dopo 17 stagioni di assenza.
Nel turno delle wild card, i Browns sconfissero i Pittsburgh Steelers 48–37,vincendo la loro prima partita nei playoff dal 1994. La settimana successiva la squadra fu eliminata dai Kansas City Chiefs campioni in carica nel Divisional Round per 22–17.

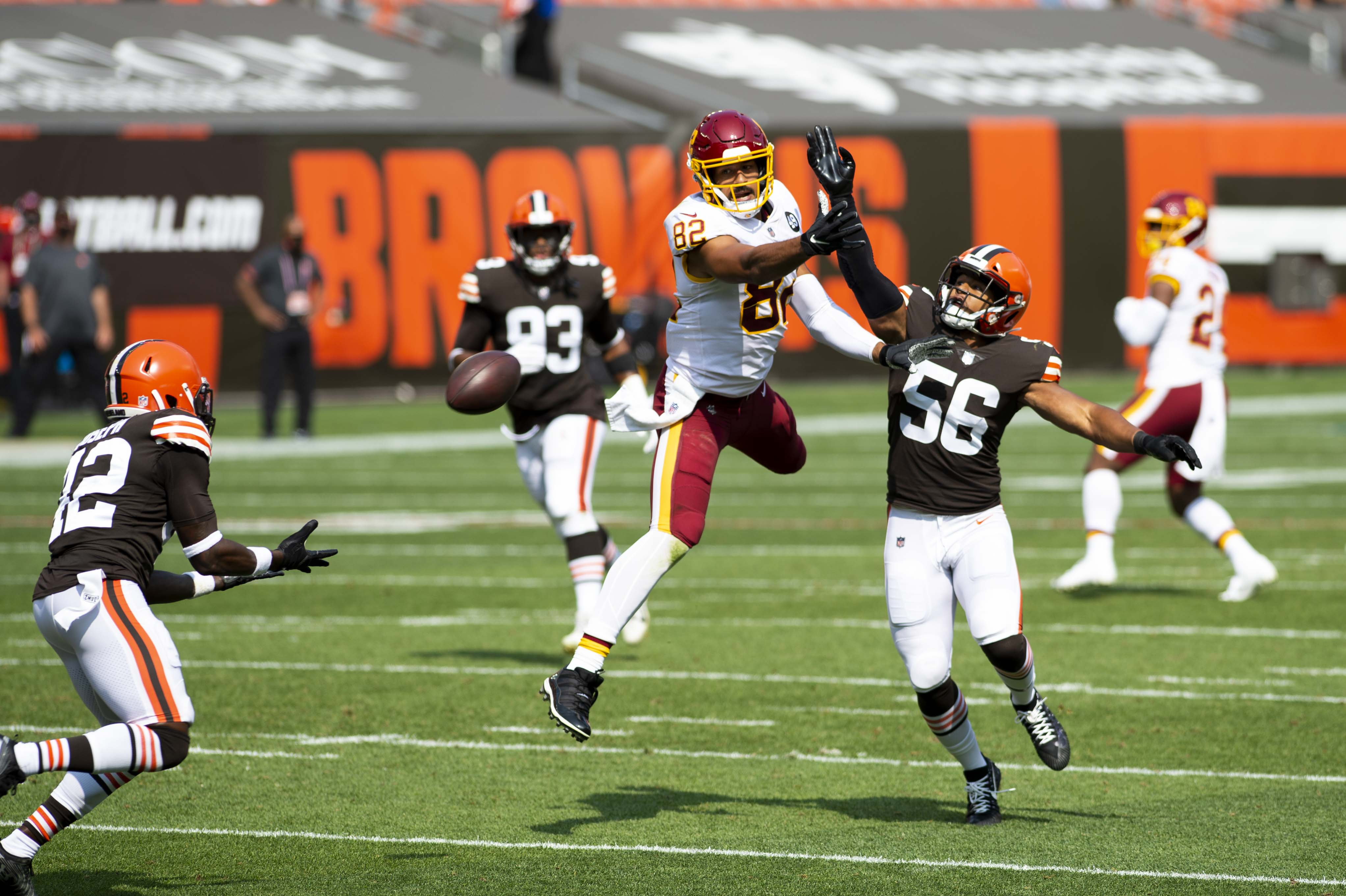
La partita della settimana 3 contro Washington

## Scelte nel Draft 2020
| Scelte dei Browns nel Draft 2020 |        |                       |       |                  |
| Giro                             | Scelta | Giocatore             | Ruolo | College          |
| 1                                | 10     | Jedrick Wills         | OT    | Alabama          |
| 2                                | 44     | Grant Delpit          | S     | LSU              |
| 3                                | 88     | Jordan Elliott        | DT    | Missouri         |
| 3                                | 97     | Jacob Phillips        | ILB   | LSU              |
| 4                                | 115    | Harrison Bryant       | TE    | Florida Atlantic |
| 5                                | 160    | Nick Harris           | C     | Washington       |
| 6                                | 187    | Donovan Peoples-Jones | WR    | Michigan         |

## Staff
| Staff dei Cleveland Browns nel 2020 |
| --- |
| Organi dirigenziali - Proprietari– Jimmy Haslam, Dee Haslam, Whitney Haslam-Johnson, JW Johnson - Chief strategy officer – Paul DePodesta - General manager/vice presidente esecutivo – Andrew Berry - Vice presidente dell'amministrazione del football – Chris Cooper - Vice presidente delle operazioni del football – Kwesi Adofo-Mensah - Vice presidente del personale dei giocatori – Glenn Cook - Vice presidente di ricerca e strategia – Andrew Healy - Vice presidente del personale dei giocatori e sviluppo – Ken Kovash - Direttore del personale dei giocatori – Dan Saganey - Assistente del direttore del personale professionistico – Adam Al-Khayyal - Direttore di ricerca e strategia – Dave Giuliani - Direttore degli osservatori – Mike Cetta - Consulente senior – Ryan Grigson - Consulente speciale – Jim Brown Capo allenatore - Capo-allenatore – Kevin Stefanski Altri allenatori - Director of high performance – Shaun Huls - Preparatore atletico – Larry Jackson - Assistente p.a./scienza sportiva – Josh Christovich - Assistente p.a. – Monty Gibson - Assistente p.a. – Dale Jones - Assistente p.a. – Evan Marcus Allenatori dell'attacco - Coordinatore offensivo – Alex Van Pelt - Coordinatore gioco sulle corse/running back – Stump Mitchell - Coordinatore gioco sui passaggi/wide receiver – Chad O'Shea - Tight end – Drew Petzing - Offensive line – Bill Callahan - Assistente offensive line – Scott Peters - Assistente attacco – T.C. McCartney - Controllo qualità – Seitu Smith - Assistente senior – Kevin Rogers Allenatori della difesa - Coordinatore difensivo – Joe Woods - Defensive line – Chris Kiffin - Assistente defensive line – Jeremy Garrett - Linebackers– Jason Tarver - Coordinatore gioco sui passaggi/defensive back – Jeff Howard - Assistente defensive back – Brandon Lynch - Assistente senior – Ben Bloom - Controllo qualità – Stephen Bravo-Brown Allenatori dello special team - Coordinatore Special team – Mike Priefer - Assistente s.t. – Doug Colman |

## Roster
| Roster dei Cleveland Browns nel 2020 |
| --- |
| Quarterback - 5 Case Keenum - 6 Baker Mayfield Running Back - 24 Nick Chubb - 27 Kareem Hunt - 31 Andy Janovich FB - 30 D'Ernest Johnson Wide Receiver - 13 Odell Beckham Jr. - 82 Rashard Higgins - 12 KhaDarel Hodge - 80 Jarvis Landry - 19 JoJo Natson RS - 11 Donovan Peoples-Jones Tight End - 88 Harrison Bryant - 89 Stephen Carlson - 81 Austin Hooper - 85 David Njoku Offensive Linemen - 75 Joel Bitonio G - 63 Evan Brown G - 78 Jack Conklin T - 53 Nick Harris C - 74 Chris Hubbard T - 70 Kendall Lamm T - 77 Wyatt Teller G - 64 J.C. Tretter C - 71 Jedrick Wills T Defensive Linemen - 94 Adrian Clayborn DE - 90 Jordan Elliott DT - 95 Myles Garrett DE - 97 Porter Gustin DE - 91 Joe Jackson DE - 65 Larry Ogunjobi DT - 98 Sheldon Richardson DT - 96 Vincent Taylor DT - 54 Olivier Vernon DE Linebacker - 55 Tae Davis MLB - 93 B. J. Goodson MLB - 50 Jacob Phillips OLB - 56 Malcolm Smith OLB - 44 Sione Takitaki OLB - 51 Mack Wilson OLB Defensive Back - 33 Ronnie Harrison SS - 28 Kevin Johnson CB - 42 Karl Joseph SS - 39 Terrance Mitchell CB - 29 Sheldrick Redwine FS - 23 Andrew Sendejo FS - 36 M.J. Stewart CB - 20 Tavierre Thomas CB - 21 Denzel Ward CB - 26 Greedy Williams CB Special Team - 7 Jamie Gillan P - 47 Charley Hughlett LS - 4 Austin Seibert K Lista delle riserve - 99 Andrew Billings DT (Opt-out) - 22 Grant Delpit FS (IR) - 68 Drake Dorbeck T (Opt-out) - 79 Drew Forbes G (Opt-out) - 71 Colby Gossett G (Opt-out) - 60 George Obinna DE (IR) - 62 Malcolm Pridgeon G (Opt-out) - 67 Alex Taylor T (IR) - 61 Curtis Weaver DE (IR) - 59 Trevon Young DE (IR) Squadra di allenamento - 69 Brady Aiello T - 48 Elijah Benton FS - 84 Ja'Marcus Bradley WR - 68 Michael Dunn G - 3 Garrett Gilbert QB - 38 A.J. Green CB - 25 Dontrell Hilliard RB - 34 Robert Jackson CB - 40 Benny LeMay RB - 41 Montrel Meander OLB - 35 Jovante Moffatt SS - 2 Cody Parkey K - 43 Johnny Stanton FB - 10 Taywan Taylor WR 53 attivi, 10 inattivi, 14 nella squadra di allenamento |
| Legenda - I rookie sono in corsivo. - Il primo ruolo è il principale mentre gli eventuali successivi indicano i ruoli secondari. - (IR) sta per Injured Reserve ed indica la lista ristretta per un solo giocatore infortunato che può tornare ad allenarsi dopo la settimana 6 e a rientrare in prima squadra dopo che questa ha giocato 8 partite. - (NF-Inj.) / (NF-Ill.) stanno rispettivamente per Non-Football Injured e Non-Football Illness ed indicano le liste dove viene inserito un giocatore che ha un infortunio o una malattia non dipendente dal football americano. - (PUP) sta per Physically Unable to Perform ed indica la lista dove viene inserito un giocatore mentre è in attesa di recuperare la condizione fisica. Nella stagione regolare dopo la sesta partita giocata dalla propria squadra, il giocatore ha tempo tre settimane per riprendere ad allenarsi, più tre settimane aggiuntive dal suo rientro agli allenamenti per rientrare in prima squadra. |

## Calendario

### Pre-stagione
Il calendario della fase prestagionale è stato annunciato il 7 maggio 2020. Tuttavia, il 27 luglio 2020, il commissioner della NFL Roger Goodell ha annunciato la cancellazione totale della prestagione, a causa della pandemia di Covid-19.

### Stagione regolare
| Stagione regolare |                    |                          |                    |                    |                     |                    |
| Turno             | Data               | Avversario               | Risultato          | Record             | Stadio              | Sintesi            |
| 1                 | 13 settembre       | at Baltimore Ravens      | S 6–38             | 0–1                | M&T Bank Stadium    | Recap              |
| 2                 | 17 settembre       | Cincinnati Bengals       | V 35–30            | 1–1                | FirstEnergy Stadium | Recap              |
| 3                 | 27 settembre       | Washington Football Team | V 34–20            | 2–1                | FirstEnergy Stadium | Recap              |
| 4                 | 4 ottobre          | at Dallas Cowboys        | V 49–38            | 3–1                | AT&T Stadium        | Recap              |
| 5                 | 11 ottobre         | Indianapolis Colts       | V 32–23            | 4–1                | FirstEnergy Stadium | Recap              |
| 6                 | 18 ottobre         | at Pittsburgh Steelers   | S 7–38             | 4–2                | Heinz Field         | Recap              |
| 7                 | 25 ottobre         | at Cincinnati Bengals    | V 37–34            | 5–2                | Paul Brown Stadium  | Recap              |
| 8                 | 1 novembre         | Las Vegas Raiders        | S 6–16             | 5–3                | FirstEnergy Stadium | Recap              |
| 9                 | Settimana di pausa | Settimana di pausa       | Settimana di pausa | Settimana di pausa | Settimana di pausa  | Settimana di pausa |
| 10                | 15 novembre        | Houston Texans           | V 10–7             | 6–3                | FirstEnergy Stadium | Recap              |
| 11                | 22 novembre        | Philadelphia Eagles      | V 22–17            | 7–3                | FirstEnergy Stadium | Recap              |
| 12                | 29 novembre        | at Jacksonville Jaguars  | V 27–25            | 8–3                | TIAA Bank Field     | Recap              |
| 13                | 6 dicembre         | at Tennessee Titans      | V 41–35            | 9–3                | Nissan Stadium      | Recap              |
| 14                | 14 dicembre        | Baltimore Ravens         | S 42–47            | 9–4                | FirstEnergy Stadium | Recap              |
| 15                | 20 dicembre        | at New York Giants       | V 20–6             | 10–4               | MetLife Stadium     | Recap              |
| 16                | 27 dicembre        | at New York Jets         | S 16–23            | 10–5               | MetLife Stadium     | Recap              |
| 17                | 3 gennaio          | Pittsburgh Steelers      | V 24–22            | 11–5               | FirstEnergy Stadium | Recap              |

Note: gli avversari della propria division sono in grassetto.

### Playoff
| Playoff    |            |                            |           |        |                   |         |
| Turno      | Data       | Avversario (seed)          | Risultato | Record | Stadio            | Sintesi |
| Wild Card  | 10 gennaio | at Pittsburgh Steelers (3) | V 48–37   | 1–0    | Heinz Field       | Recap   |
| Divisional | 17 gennaio | at Kansas City Chiefs (1)  | S 17–22   | 1–1    | Arrowhead Stadium | Recap   |

## Leader della squadra
| Leader della squadra   |                       |        |
| Categoria              | Giocatore             | Valore |
| Yard passate           | Baker Mayfield        | 3,563  |
| Touchdown passati      | Baker Mayfield        | 26     |
| Yard corse             | Nick Chubb            | 1,067  |
| Touchdown su corsa     | Nick Chubb            | 12     |
| Ricezioni              | Jarvis Landry         | 72     |
| Yard ricevute          | Jarvis Landry         | 840    |
| Touchdown su ricezione | Kareem Hunt           | 5      |
| Punti                  | Cody Parkey           | 100    |
| Yard su rit. kickoff   | Donovan Peoples-Jones | 379    |
| Yard su rit. punt      | Donovan Peoples-Jones | 77     |
| Tackle                 | B.J. Goodson          | 91     |
| Sack                   | Myles Garrett         | 12.0   |
| Fumble forzati         | Myles Garrett         | 4      |
| Intercetti             | 3 giocatori           | 2      |
| Passaggi deviati       | Denzel Ward           | 18     |

## Premi
- Kevin Stefanski:

allenatore dell'anno

### Premi settimanali e mensili
- Myles Garrett:

difensore della AFC della settimana 4
difensore della AFC del mese di ottobre
- Baker Mayfield:

giocatore offensivo della AFC della settimana 7
quarterback della settimana 13
- Jedrick Wills:

rookie della settimana 10
- Olivier Vernon:

difensore della AFC della settimana 11